# ナッシュビル市長
ナッシュビル市長（英語：Mayor of Metropolitan Nashville, 1963年までは Mayor of the City of Nashville）は、アメリカ合衆国のテネシー州ナッシュビルの首長（市長）である。

## Mayor of the City of Nashville
| 氏名                                   | 任期            |
| -------------------------------------- | --------------- |
| ジョゼフ・コールマン                   | 1806年 - 1809年 |
| ベンジャミン・J・ブラッド              | 1809年 - 1811年 |
| ウィリアム・テイト                     | 1811年 - 1814年 |
| ジョゼフ・ソープ・エリストン           | 1814年 - 1817年 |
| スティーヴン・カントレル・ジュニア     | 1817年 - 1818年 |
| フェリックス・ロバートソン             | 1818年 - 1819年 |
| トーマス・クラッチャー                 | 1819年 - 1820年 |
| ジェームズ・コンドン                   | 1820年 - 1821年 |
| ジョン・パットン・アーウィン           | 1821年 - 1822年 |
| ロバート・ブラウンリー・カリー         | 1822年 - 1824年 |
| ランドール・マガヴォック               | 1824年 - 1825年 |
| ウィルキンス・F・タネヒル              | 1825年 - 1827年 |
| フェリックス・ロバートソン             | 1827年 - 1829年 |
| ウィリアム・アームストロング           | 1829年 - 1833年 |
| ジョン・メレディス・バス               | 1833年 - 1834年 |
| ジョン・パットン・アーウィン           | 1834年 - 1835年 |
| ウィリアム・ニコル                     | 1835年 - 1837年 |
| ヘンリー・ホリングスワース             | 1837年 - 1839年 |
| チャールズ・クレイ・トラブー           | 1839年 - 1841年 |
| サミュエル・ヴァン・ダイク・スタウト   | 1841年 - 1842年 |
| トーマス・B・コールマン                | 1842年 - 1843年 |
| ポーハタン・W・マクシー                | 1843年 - 1845年 |
| ジョン・ヒュー・スミス                 | 1845年 - 1846年 |
| ジョン・A・グッドレット                | 1846年 - 1847年 |
| アレクサンダー・アリソン               | 1847年 - 1849年 |
| ジョン・マコーミック・リー             | 1849年 - 1850年 |
| ジョン・ヒュー・スミス                 | 1850年 - 1853年 |
| ウィリアム・ハートリー・ホーン         | 1853年 - 1854年 |
| ウィリアム・ブッカー・シャパード       | 1854年 - 1854年 |
| ロバート・ベル・キャッスルマン         | 1854年 - 1856年 |
| アンドルー・アンダーソン               | 1856年 - 1857年 |
| ジョン・A・マキュアン                  | 1857年 - 1858年 |
| ランドール・ウィリアム・マガヴァック   | 1858年 - 1859年 |
| サミュエル・N・ホリングスワース        | 1859年 - 1860年 |
| リチャード・ブーン・チーザム           | 1860年 - 1862年 |
| ジョン・ヒュー・スミス                 | 1862年 - 1865年 |
| ウィリアム・マット・ブラウン           | 1865年 - 1867年 |
| オーガスタス・E・オールデン            | 1867年 - 1869年 |
| ジョン・メレディス・バス               | 1869年 - 1869   |
| キンドレッド・ジェンキンス・モリス     | 1869年 - 1871年 |
| トーマス・A・カカヴァル                | 1871年 - 1874年 |
| モートン・ボイト・ハウエル             | 1874年 - 1875年 |
| トーマス・A・カカヴァル                | 1875年 - 1883年 |
| クレイボーン・フーパー・フィリップス   | 1883年 - 1886年 |
| トーマス・A・カカヴァル                | 1886年 - 1888年 |
| チャールズ・P・マカーヴァー            | 1888年 - 1890年 |
| ウィリアム・リタラー                   | 1890年 - 1891年 |
| ジョージ・ブラックモア・ギルド         | 1891年 - 1895年 |
| ウィリアム・マーシャル・マッカーシー   | 1895年 - 1897年 |
| リチャード・ヒューストン・ダドリー     | 1897年 - 1900年 |
| ジェームズ・マーシャル・ヘッド         | 1900年 - 1904年 |
| アルバート・スマイリー・ウィリアムズ   | 1904年 - 1906年 |
| トーマス・オウエン・モリス             | 1906年 - 1908年 |
| ジェームズ・スティーヴンス・ブラウン   | 1908年 - 1909年 |
| ヒラリー・ユーイング・ハウズ           | 1909年 - 1915年 |
| ロバート・ユーイング                   | 1915年 - 1917年 |
| ウィリアム・ガプトン                   | 1917年 - 1921年 |
| フェリックス・ゾリカファー・ウィルソン | 1921年 - 1922年 |
| ウィリアム・パーシー・シャープ         | 1922年 - 1924年 |
| ヒラリー・ユーイング・ハウズ           | 1924年 - 1938年 |
| トーマス・L・カミングス・シニア        | 1938年 - 1951年 |
| ベン・ウェスト                         | 1951年 - 1963年 |

## Mayor of Metropolitan Nashville
| 氏名                     | 任期                                                 |
| ------------------------ | ---------------------------------------------------- |
| ビヴァリー・ブライリー   | 1963年 - 1975年                                      |
| リチャード・フルトン     | 1975年 - 1987年                                      |
| ビル・ボーナー           | 1987年10月 - 1991年9月                               |
| フィル・ブリードセン     | 1991年9月27日 - 1999年9月24日                        |
| ビル・パーセル           | 1999年9月24日 - 2007年9月21日                        |
| カール・ディーン         | 2007年9月21日 - 2015年9月25日                        |
| ミーガン・バリー         | 2015年9月25日 - 2018年3月6日                         |
| デイヴィッド・ブライリー | 2018年3月6日 - 2019年9月28日 2018年5月24日までは代行 |
| ジョン・クーパー         | 2019年9月28日 - （現職）                             |
| フレディ・オコネル       | 2023年9月就任予定                                    |